# Copa del Rey de hockey patines 2016
La Copa del Rey de hockey patines 2016 fue la septuagésima tercera edición de la Copa del Rey de este deporte. La sede única fue Reus y los encuentros se disputaron en el Pabellón Olímpico Municipal.
Se disputó entre los 8 mejores equipos de la OK Liga 2015-16 en la primera vuelta de la liga, según el sorteo efectuado el 28 de enero de 2016.
Los partidos se jugaron entre el 25 y el 28 de febrero de 2016.
El campeón de esta edición fue el FC Barcelona, que consiguió su vigésimo título de copa.
De forma paralela se disputó la primera edición de la MiniCopa Masculina en categoría base. Se jugó en formato cuartos de final (sábado), semifinales (sábado) y final (domingo) entre ocho equipos de categoría MASC12. Los equipos participantes fueron CE Noia, Caldes, Reus Deportiu, Igualada, Reus Ploms, CP Voltregà, CP Vic y FC Barcelona, que se proclamó campeón de esta primera edición.

## Equipos participantes
- Club Hoquei Caldes
- FC Barcelona
- Reus Deportiu
- HC Liceo
- Club Esportiu Noia
- Igualada Hoquei Club
- CP Vic
- C.P. Voltregà

## Resultados
|  | Cuartos de final     | Cuartos de final |                    |              | Semifinales   | Semifinales   |  |              | Final         | Final         |  |
|  | 25-26 de febrero     | 25-26 de febrero |                    |              | 27 de febrero | 27 de febrero |  |              | 28 de febrero | 28 de febrero |  |
|  |                      |                  |                    |              |               |               |  |              |               |               |  |
|  |                      |                  |                    |              |               |               |  |              |               |               |  |
|  | Club Esportiu Noia   | 7                |                    |              |               |               |  |              |               |               |  |
|  | Club Esportiu Noia   | 7                |                    |              |               |               |  |              |               |               |  |
|  | Club Hoquei Caldes   | 6                |                    |              |               |               |  |              |               |               |  |
|  | Club Hoquei Caldes   | 6                |                    | FC Barcelona | 6             |               |  |              |               |               |  |
|  |                      |                  |                    | FC Barcelona | 6             |               |  |              |               |               |  |
|  |                      |                  | Club Esportiu Noia | 1            |               |               |  |              |               |               |  |
|  | FC Barcelona         | 8                | Club Esportiu Noia | 1            |               |               |  |              |               |               |  |
|  | FC Barcelona         | 8                |                    |              |               |               |  |              |               |               |  |
|  | Igualada Hoquei Club | 0                |                    |              |               |               |  |              |               |               |  |
|  | Igualada Hoquei Club | 0                |                    |              |               |               |  | FC Barcelona | 4             |               |  |
|  |                      |                  |                    |              |               |               |  | FC Barcelona | 4             |               |  |
|  |                      |                  | CP Vic             | 1            |               |               |  |              |               |               |  |
|  | HC Liceo             | 7                | CP Vic             | 1            |               |               |  |              |               |               |  |
|  | HC Liceo             | 7                |                    |              |               |               |  |              |               |               |  |
|  | C.P. Voltregà        | 6                |                    |              |               |               |  |              |               |               |  |
|  | C.P. Voltregà        | 6                |                    | HC Liceo     | 1             |               |  |              |               |               |  |
|  |                      |                  |                    | HC Liceo     | 1             |               |  |              |               |               |  |
|  |                      |                  | CP Vic             | 4            |               |               |  |              |               |               |  |
|  | CP Vic               | 6                | CP Vic             | 4            |               |               |  |              |               |               |  |
|  | CP Vic               | 6                |                    |              |               |               |  |              |               |               |  |
|  | Reus Deportiu        | 5                |                    |              |               |               |  |              |               |               |  |
|  | Reus Deportiu        | 5                |                    |              |               |               |  |              |               |               |  |
|  |                      |                  |                    |              |               |               |  |              |               |               |  |

## Final
| Fecha                                               | Hora  | Partido      | Partido | Partido |
| --------------------------------------------------- | ----- | ------------ | ------- | ------- |
| 28 de febrero                                       | 16:00 | FC Barcelona | 4-1     | CP Vic  |
| Pabellón: Pavelló Olímpic Municipal de Reus, (Reus) |       |              |         |         |